# 塔塞尔公馆

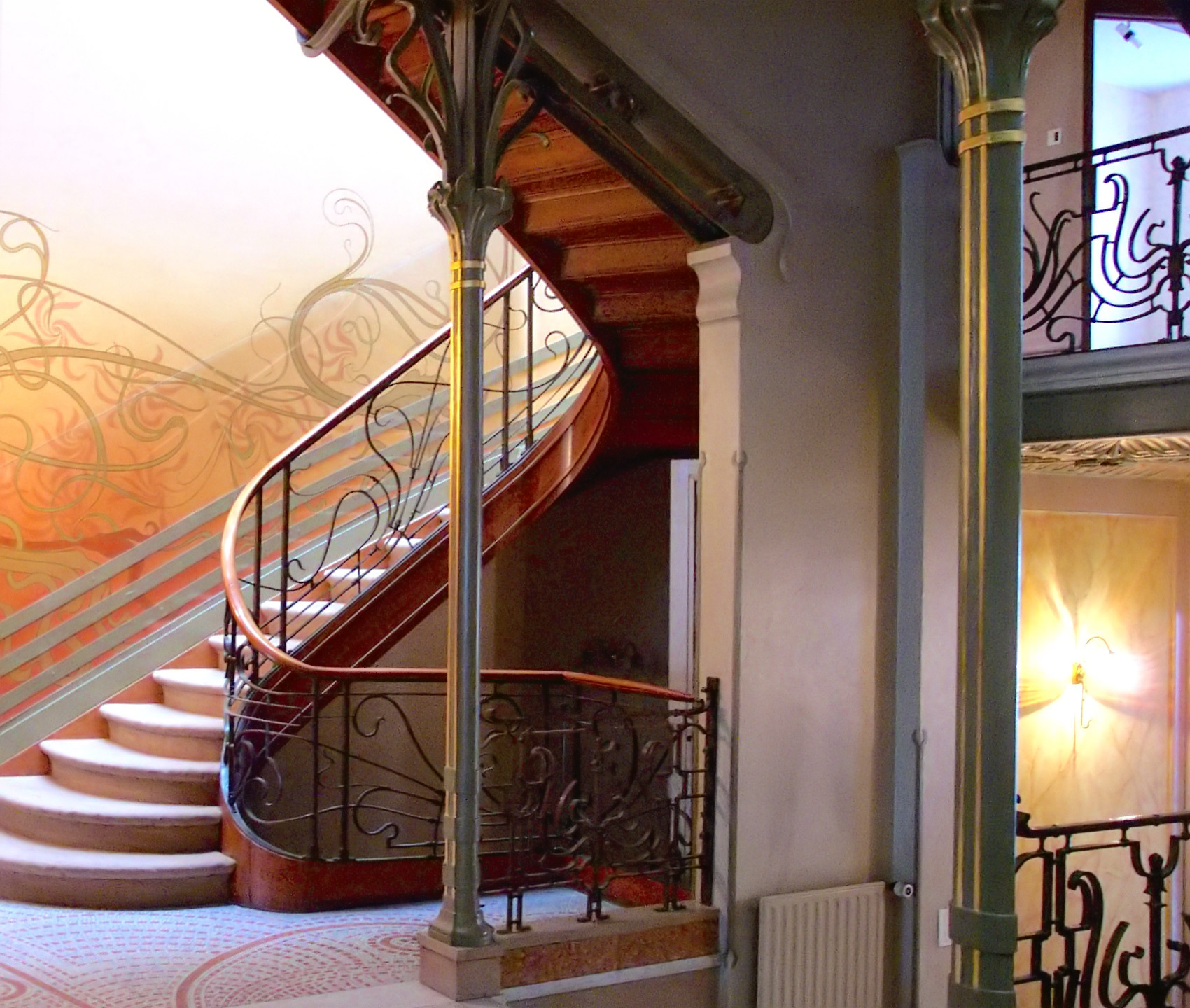
塔塞尔公馆的阶梯

塔塞尔公馆（Hotel Tassel）  是由维克多·奥塔为比利时科学家和教授埃米尔·塔塞尔（Emile Tassel）于1893-1894之间在布鲁塞尔兴建的城市住宅。总的来说它被视为第一个真正的新艺术运动建筑，因为其高度创新的规划以及其从根本上打破了材料和装潢的用法。与其他三座维克多·奥塔设计的城市住宅一起，它于2000年被列入了UNESCO世界遗产名录。其地址如下：6, Rue Paul-Emile Jansonstraat in Brussels。

## 历史
维克多·奥塔建造的第一座城市住宅是奥特里克住宅（Maison Autrique）。该寓所已经因其和其他历史上的各种风格看似毫无关联的新鲜的“新艺术”装饰方案而成为创新。但是，奥特里克住宅的楼层规划和空间构成仍然是传统的。在深窄的建筑用地上，各房间是根据当时大多数比利时城市住宅采用的传统方案进行组织的。它由位于建筑用地左侧的一套房间和位于其侧面的极窄的带楼梯的门厅以及一条通往房后小花园的走廊所组成。在三个套房中，只有第一个和第三个安有窗户，故中间的房间（通常被作为餐厅使用）会很阴暗。
在塔塞尔公馆，奥塔完全打破了这种传统方案。实际上他建造了一座由三个不同部分组成的住宅。两个相当传统的砖石建筑物——一个临街，一个在花园那侧——由一个被玻璃覆盖的钢结构所连接。后者发挥了住宅空间构成中连接部的作用，包含了连接不同房间和楼层的楼梯及梯间平台。通过玻璃天花板，它像个光井一样将自然光带到了建筑中央。在住宅的该部分——此处也可被用于招待客人——奥塔竭尽其作为室内设计师之所能。他设计了每个细节，如门把、木工、彩色玻璃窗户和镶板、马赛克地板、楼梯扶手、电器属具乃至装饰壁画和家具。奥塔成功地将奢华的装饰整合起来而又不对总体建筑结构加以掩饰。

在塔塞尔公馆所做的创新将标志着奥塔此后的城市住宅的风格和进路，包括范埃特费尔德公馆、索尔维公馆以及这位建筑师自己的住宅和“atelier”（工作室）。恐成赘述的是这些住宅都非常昂贵且只有富裕并具备“Avant-Garde”口味的“bourgeoisie”（布尔乔亚）才买得起。为此，这些单纯的建筑创新并没有被其他建筑师大量效仿。比利时及其他欧洲国家的大多数其他新艺术公寓都从奥塔的“whiplash”（鞭索）装饰风格中吸取了灵感，后者多被应用于更为传统的建筑物。
塔塞尔公馆对法国新艺术建筑师艾克特·吉瑪具有决定性影响，后者稍后就奥塔的样例发展了个人的解释。

## 奖项
联合国教科文组织委员会于2000年将塔塞尔公馆(Hôtel Tassel)认定为世界遗产。
|  | 这四座主要的城镇房屋——塔塞尔公馆、索尔维公馆、范埃特费尔德公馆以及奥塔住宅与工作室(Maison & Atelier Horta) ——位于布鲁塞尔由新艺术运动早期发起者之一的建筑师维克多·奥塔设计，是19世纪末建筑中最引人注目的先锋作品。这些以其开放的设计，光线的散播，装饰刻线与建筑结构极其出色的结合为特征的作品代表了风格上的革命。 |